# Larry Hama
Larry Hama (New York, 7 giugno 1949) è un fumettista, disegnatore e attore statunitense.

## Biografia
Fece il suo debutto teatrale a Broadway nel 1976 con il musical di Stephen Sondheim Pacific Overtures, in cui recitò per quattro mesi di repliche. Nello stesso anno recitò nelle serie TV M*A*S*H e Saturday Night Live, prima di ritirarsi dalle scene per intentare una carriera da fumettista. La nuova carriera ebbe un grande successo, consacrato nel 1982 quando Hama divenne l'autore della nuova serie della Marvel Comics G.I. Joe, di cui curò e realizzò personalmente i due volumi usciti nel 1982 e nel 2010. Hama contribuì anche come sceneggiatore per le serie di fumetti Wolverine ed Elektra, ma anche Conan il barbaro, Daredevil, Spider-Man, Punitore e Batman. Suoi, ad esempio, sono i personaggi di Xenophage, Lady Deathstrike e Kestrel; ha creato inoltre il personaggio di Alfie O'Meagan.